# Колос (футбольный клуб, Краснодар)
«Колос» — российский футбольный клуб из Краснодара, существовавший в 1991—1996 годах.

## История
Краснодарский футбольный клуб «Колос» был основан 1 июня 1991 года тренером Георгием Безбогиным (являлся президентом клуба), учредителями команды стали научно-производственное объединение «Кубань-зерно» и малое предприятие мебельной промышленности «Заря». Приток внебюджетных средств обеспечивал мэр Краснодара Валерий Самойленко. С 1992 по 1996 год команда выступала в первенстве России (лучшее достижение — 14-е место в зоне «Запад» первой лиги в 1993 году). По итогам дебютного сезона команда вышла из второй лиги в первую. В её составе находились многие перспективные молодые футболисты региона, ряд игроков прежде выступали за «Кубань». Во втором сезоне «Колос» играл в западной зоне первой лиги, где среди соперников была вылетевшая из высшей лиги «Кубань». Команды обменялись победами в очных матчах, «Колос» опередил «Кубань» в итоговой турнирной таблице, при этом обе команды заняли места в её нижней половине и перешли во вторую лигу (так как из-за реорганизации лиг и ликвидации зон в первой лиге нужно было занимать место не ниже восьмого, чтобы сохранить место в первой лиге), где вновь соперничали друг с другом. По итогам сезона 1994 года «Колос» вышел в первую лигу, где поначалу показывал неплохие результаты, закрепившись в верхней части турнирной таблицы (в частности, были обыграны «Зенит» (1:0), который возглавлял Павел Садырин, и владивостокский «Луч» со счётом 5:1). Однако с лета «Колос» стал испытывать проблемы с финансированием. Команда находилась под угрозой снятия с соревнований, но всё же доиграла сезон, заняв предпоследнее место. В следующем году после ещё большего снижения финансирования клуб снялся с соревнований второй лиги сезона 1996 года после 18 проведённых игр и был расформирован.

## Результаты выступлений

### В первенстве России
| Год  | Турнир                  | Место    | И  | В  | Н | П  | Мячи   | Примечания            |
| ---- | ----------------------- | -------- | -- | -- | - | -- | ------ | --------------------- |
| 1992 | Вторая лига, зона 1     | 2 из 20  | 38 | 28 | 4 | 6  | 83-25  | Выход в Первую лигу   |
| 1993 | Первая лига, зона Запад | 14 из 22 | 42 | 17 | 8 | 17 | 47-57  | Вылет во Вторую лигу  |
| 1994 | Вторая лига, зона Запад | 2 из 21  | 40 | 29 | 3 | 8  | 105-47 | Выход в Первую лигу   |
| 1995 | Первая лига             | 21 из 22 | 42 | 13 | 6 | 23 | 44-66  | Вылет во Вторую лигу  |
| 1996 | Вторая лига, зона Запад | —        | 18 | 5  | 5 | 8  | 22-22  | Снялся по ходу сезона |

1. ↑  Результаты матчей с участием «Колоса» были аннулированы.

### В Кубке России
| Сезон   | Стадия       | Дата       | Соперник                  | Д/Г | Результат     |  |
| ------- | ------------ | ---------- | ------------------------- | --- | ------------- |  |
| 1992/93 | 1/256 финала | 18.04.1992 | Нива (Славянск-на-Кубани) | Г   | 0:3 (-:+)     |  |
| 1993/94 | 1/128 финала | 18.04.1993 | Торпедо (Армавир)         | Г   | 2:2, пен. 0:3 |  |
| 1994/95 | 1/256 финала | 09.05.1994 | Химик (Белореченск)       | Г   | 0:1           |  |
| 1995/96 | 1/64 финала  | 15.05.1995 | Металлург (Красный Сулин) | Г   | 0:2           |  |
| 1996/97 | 1/256 финала | 18.04.1992 | Венец (Гулькевичи)        | Г   | 1:0           |  |
| 1996/97 | 1/128 финала | 02.05.1996 | Нива (Славянск-на-Кубани) | Д   | 5:1           |  |
| 1996/97 | 1/64 финала  | 31.05.1996 | Торпедо (Таганрог)        | Д   | 3:0           |  |
| 1996/97 | 1/32 финала  | 30.06.1996 | Дружба (Майкоп)           | Д   | 1:2           |  |

## Известные тренеры
- Фёдор Новиков (двукратный чемпион СССР в качестве помощника Константина Бескова в московском «Спартаке») — тренировал команду в 1994 году[4]
- Валерий Яремченко (возглавлял донецкий «Шахтёр») — тренировал команду в 1995 году[4]

## Фарм-клуб
Существовал также фарм-клуб (дублирующий состав) «Колос»-д, участвовавший в профессиональных соревнованиях (первенстве России во Второй и Третьей лигах) в 1993—1995 годах.